# Prikaz znanja

## Znanje
Znanje je sustav ili logički pregled činjenica i generalizacija o objektivnoj stvarnosti koje je čovjek usvojio i trajno zadržao u svojoj svijesti.
Znanje također čine sve činjenice, informacije i vještine koje je osoba stekla iskustvom ili obrazovanjem. To je teoretsko ili praktično razumijevanje nekog predmeta.
Znanje predstavlja ukupnost svega poznatog u nekom polju, činjenice i informacije te svjesnost ili familijarnost stečenu iskustvom neke činjenice ili situacije.
Ono predstavlja ključ za inteligentno ponašanje.

## Povijest prikaza znanja
Prikaz znanja se rabi za reprezentacije namijenjene modernim računalima, a sastoji se od eksplicitnih objekata te određenih tvrdnji i zahtjeva vezanih uz te objekte. Prikaz znanja na ovaj način omogućuje računalu da donosi zaključke na temelju već pohranjenog znanja.
70-ih i ranih 80-ih isprobane su razne metode koje se tiču prikaza znanja poput heurističkog ispitivanja, neutralnih mreža, stručnih sistema s različitim stupnjem uspjeha. 
U 80-im se javljaju stručni računalni prikazi znanja jezika i sistema poput projekta Cyc (projekt umjetne inteligencije koji pokušava okupiti razumljivu ontologiju i bazu znanja koja se odnosi na svakidašnje razumno znanje, s ciljem da omogući aplikacijama umjetne inteligencije da razmišljaju na ljudski način), koji još uvijek traje. 
Kroz ove projekte, problematika prikaza znanja postaje cjenjenija. Razvija se više programskih jezika koji se baziraju na prikazu znanja (Dublin Core, KL-ONE, Prolog). Također se razvijaju i jezici u elektroničkom svijetu dokumenata poput SGML-a i XML-a, a razvojem Semantic Web-a razvijaju se i RDF, RDF-Schema, Topic Maps, DARPA i drugi.  

## Prikaz znanja
Prikaz znanja predstavlja područje umjetne inteligencije, koja se bavi pitanjem kako formalno razmišljati, tj. kako upotrijebiti sustav simbola da bi se predstavila određena tema o kojoj bi se moglo raspravljati. Prikaz znanja se odnosi na prevođenje ili kodiranje ili formaliziranje znanja u format pogodan za rad računala i naravno, postoje brojne tehnike za prikaz znanja, a koja će se u konkretnom slučaju upotrijebiti ovisi o vrsti znanja koje prevladava u promatranom područnom znanju.
Budući da se znanje rabi da bi se postiglo inteligentno ponašanje, glavni cilj prikaza znanja je predstaviti znanje tako da izvlačimo zaključke iz već postojećeg znanja. 
Prikaz znanja je problem koji izniče u kognitivnoj znanosti, koja predstavlja način na koji ljudi pohranjuju i obrađuju informacije i umjetnoj inteligenciji, gdje je primarni cilj pohrana znanja na način da ga računalni programi mogu obrađivati i oponašati ljudsku inteligenciju. 
Za prikaz znanja je bitno da uvijek ispuni dva uvjeta, a to su izravno modeliranje tehnika koje bi ekspert primijenio u rješavanju problema te eksplicitno predstavljanje strategija i tehnika rješavanja problema.

## Proceduralno i deklarativno znanje
Proceduralno znanje je znanje o procedurama koje opisuju slijed akcija, načine promjene stanja radne okoline i znanje o postupcima za uporabu znanja. Još se naziva i postupkovno znanje te predstavlja znanje o tome kako se problemi rješavaju: opis metoda i postupaka za rješavanje problema, znanje o slijedu stanja i radnji te znanje o znanju (meta-znanje). Za takvo znanje kažemo da je dinamičko.
Deklarativno znanje je znanje o odnosima i načinima dekompozicije objekata, pojmova, događaja ili procesa. Služi za opis informacija neophodnih za rješavanje problema, tj. opis objekata i činjenica, odnosa između objekata i/ili činjenica i opisi drugih “pravila svijeta” korisno upotrebljivih za sustav. Takvo znanje se još naziva i statično znanje. 
U konvencionalnim obradama podataka proceduralno znanje je u programima, a deklarativno u podacima smještenim u datotekama ili bazama podataka. 
S obzirom na to da se znanje koristi u svrhu postizanja inteligentnog ponašanja, fundamentalni cilj predstavljanja znanja jest predstavljanje znanja na način koji olakšava zaključivanje. 

## Ekspresivnost prikaza znanja
Kada dizajniramo prikaz znanja najviše moramo paziti na njegovu ekspresivnost jer što je prikaz znanja ekspresivniji, lakše nam je nešto reći. 
Razlikujemo više i manje ekspresivne prikaze znanja koji se razlikuju po svojoj konzistentnosti i dovršenosti. 

## Problemi prikaza znanja
Postoje i određeni problemi prikaza znanja poput širenja aktivacije (problem koji nastaje prilikom navigacije mrežom čvorova), supstancija (selektivno nasljeđivanje) te klasifikacija. 
Sa stajališta umjetne inteligencije ovi se problemi rješavaju odgovarajućim odabirom predstavljanja znanja, jer predstavljanje znanja na neki određeni način je lakše nego na neki drugi. 

## Teme u prikazu znanja

#### JEZIK I SISTEM BILJEŽENJA
Mnogi ljudi smatraju da bi prikaz znanja trebalo predstaviti jednako kao što je predstavljen u ljudskom umu tj. treba ga formulirati ljudskim jezikom. Za prikazivanje znanja predloženi su razni oblici umjetne inteligencije i sistema bilježenja. Bazirani su na logici i matematici i imaju jednostavne gramatike da bi se olakšalo strojno procesuiranje. 

#### ONTOLOGIJA JEZIKA
Nakon Cyc-la razvijaju se brojni ontološki jezici. Većina ih je deklarativna i mogu biti ili okvirni jezici ili se baziraju na logici prvog reda. 

#### LINKOVI I STRUKTURE
Kada govorimo o linkovima možemo navesti hiperlinkove koji imaju širok spektar upotrebe, te semantičke linkove koji iako su povezani s hiperlinkovima nemaju tako široku upotrebu. Također možemo spomenuti i matematičke tablice, tablice istinitosti, proračunske tablice, stablaste strukture itd. 
Svi oni pomažu vizualizirati prikaz znanja te tako i omogućuju prelaske s jedne ideje na drugu.

#### NOTACIJE
U novije vrijeme za prikaz znanja najčešće se rabi XML. 
Primjeri notacija su DATR koji predstavlja leksičko znanje i RDF koji je jednostavna notacija za predstavljanje odnosa među objektima. 

## Pohranjivanje i manipulacija
Jedan od problema prikaza znanja jest kako pohraniti i manipulirati znanjem u informacijskom sustavu. Da bi se ovo postiglo rabe se aplikacije poput semantičkih mreža, okvirnog znanja, ekspertnih sustava, povrata informacija i sistema strojnog prevođenja.

## Poveznice
w:en:Knowledge representation

w:hr:Znanje 

w:hr:Predstavljanje znanja

## Vanjske poveznice
Umjetna inteligencija (PowerPoint prezentacija) [neaktivna poveznica]